# Judith Diakhate
Judith Diakhate Martínez (Madrid, 7 de julio de 1978) es una actriz española.

## Trayectoria
Hija de padre nigeriano y madre española, Diakhate empezó su carrera profesional en el mundo de la publicidad y la moda a los 18 años. Simultáneamente estudiaba en el Estudio Internacional del Actor (dirigido por Juan Carlos Corazza), tomó clases de movimiento expresivo con Arnold Taraborrelli, Betina Waissman y Antonio del Olmo, así como un curso sobre análisis de textos con Augusto Fernandes. En 1998 debutó con un pequeño papel en la serie de televisión, Famosos y familia. Poco después comenzó a trabajar en cine y televisión. En 2005 tuvo un papel protagónico en La noche de los girasoles de Jorge Sánchez-Cabezudo. El film obtuvo tres nominaciones a los premios Goya del 2007 y fue un gran éxito de público y crítica. Dos años más tarde, Diakhate participó en el cortometraje Dime que yo, de Mateo Gil, que ganó el premio Goya en la categoría al mejor cortometraje de ficción.
En 2012, Judith Diakhate fue protagonista del largometraje Alacrán enamorado, donde compartió cartel con Álex González, Miguel Ángel Silvestre, Javier Bardem y Carlos Bardem. La actriz también ha actuado en las películas El callejón (2011), Diario de una ninfómana (2008), y Hotel Tívoli (2007).
También ha sido protagonista de los cortos Whipped (por el que consiguió el premio a la mejor actriz en el Festival de Cine de Zaragoza en 2003), El niño que jugaba con trenes, y Tenyasanta.

## Filmografía
| Año  | Película                  | Director               |
| ---- | ------------------------- | ---------------------- |
| 2006 | La noche de los girasoles | Jorge Sánchez-Cabezudo |
| 2007 | Hotel Tívoli              | Antón Reixa            |
| 2008 | Diario de una ninfómana   | Christian Molina       |
| 2011 | El callejón               | Antonio Trashorras     |
| 2013 | Alacrán enamorado         | Santiago A. Zannou     |

## Cortometrajes
- Whipped (2003)
- El niño que jugaba con los trenes (2003)
- Mi amor infinito (2007)
- Dime que yo (2008)

## Televisión
- Famosos y familia (1 episodio, 1999)
- Una nueva vida (1 episodio, 2003)
- Mis adorables vecinos (2 episodios, 2006)
- Para que nadie olvide tu nombre (película para televisión, 2007)[5]
- Martes de Carnaval (1 episodio, 2008)
- Cazadores de hombres (8 episodios, 2008)
- Pep (2020-2022)

## Teatro
- El lindo don Diego, de Denis Rafter (2005)[6]
- Cruel y tierno, de Javier Yagüe (2006)[7]
- El Burlador de Sevilla, de Darío Facal (2015)[8]